# Xanthorhoe perviridis
Xanthorhoe perviridis là một loài bướm đêm trong họ Geometridae.